# Only one, No.1
「only one, No.1」（オンリーワン・ナンバーワン）は、奥井雅美の通算19作目のシングルである。

## 背景
- 前作から1週間と言う短いインターバルでリリースされたシングルで、カップリング曲が無く、シングルタイトルとそのカラオケの2曲で構成されている。
- TBS『ワンダフル』内で放送されたテレビアニメ『Di Gi Charat』の主題歌に起用され、その後2001年までテレビスペシャルとして4回放送され、全て奥井が主題歌を担当した。

## 制作
- アニメーション関連のタイアップが決まった際、奥井はコミックおよび設定を見て作詞をするが、「デ・ジ・キャラット」は何が言いたいのか分からないと発言している（コンサート内のMCでの発言）[要出典]。

## 収録曲
| 全作詞: 奥井雅美、全作曲・編曲: 矢吹俊郎。 |                                       |          |            |      |
| #                                          | タイトル                              | 作詞     | 作曲・編曲 | 時間 |
| 1.                                         | 「only one, No.1」                    | 奥井雅美 | 矢吹俊郎   | 3:51 |
| 2.                                         | 「only one, No.1」(OFF VOCAL VERSION) | 奥井雅美 | 矢吹俊郎   | 3:51 |
| 合計時間:                                  | 合計時間:                             | 7:42     |            |      |

## 参加ミュージシャン
only one, No.1
- All instruments : 矢吹俊郎
- Chorus : 奥井雅美
- Mix : 矢吹俊郎

## メディアでの使用
| # | 曲名               | タイアップ                                              | 出典  |
| - | ------------------ | ------------------------------------------------------- | ----- |
| 1 | 「only one, No.1」 | TBS系『ワンダフル』アニメーション『Di Gi Charat』主題歌 | [ 2 ] |